# Templariusze w Polsce

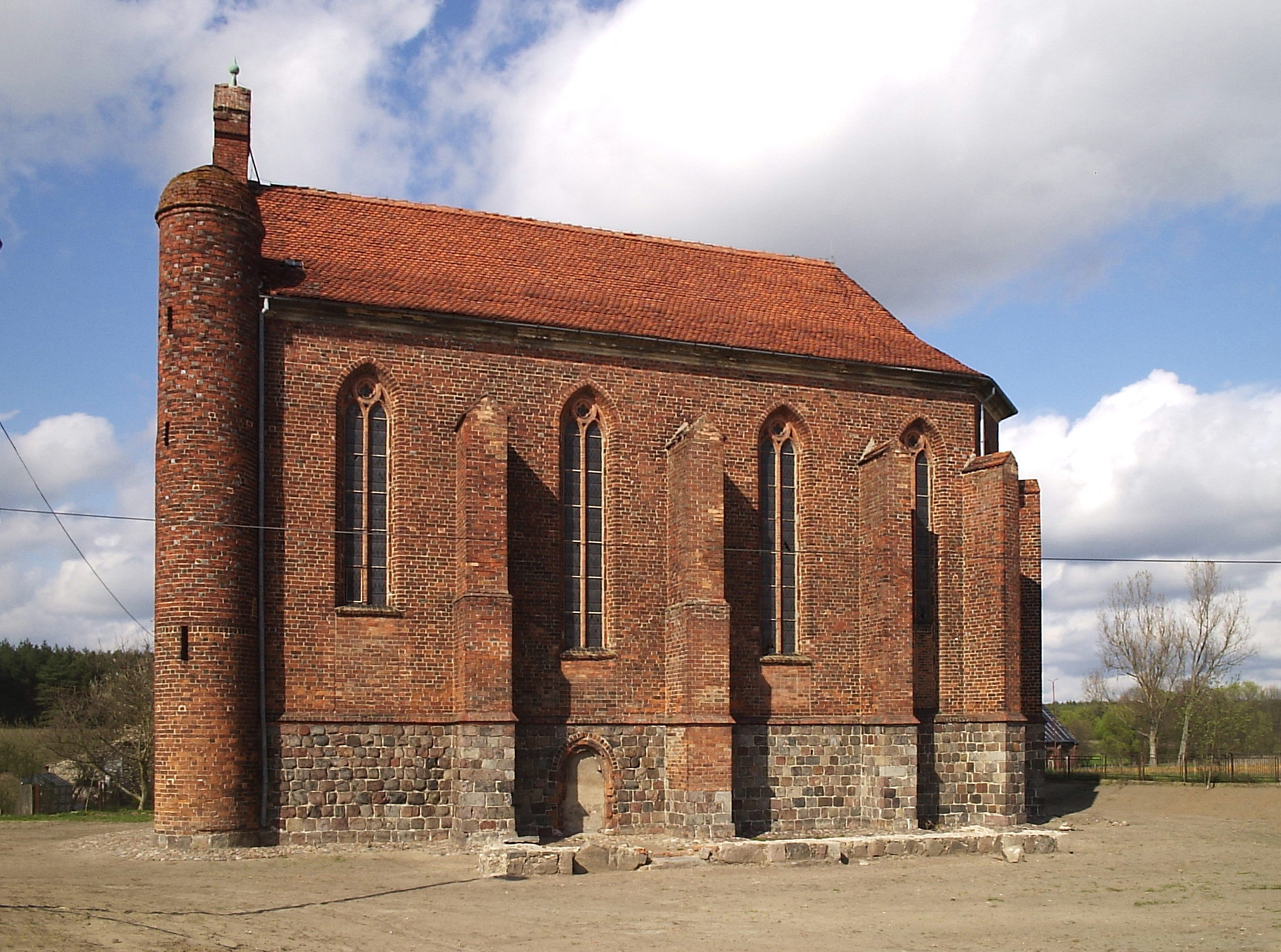
Kaplica w Chwarszczanach – część dawnej komandorii templariuszy

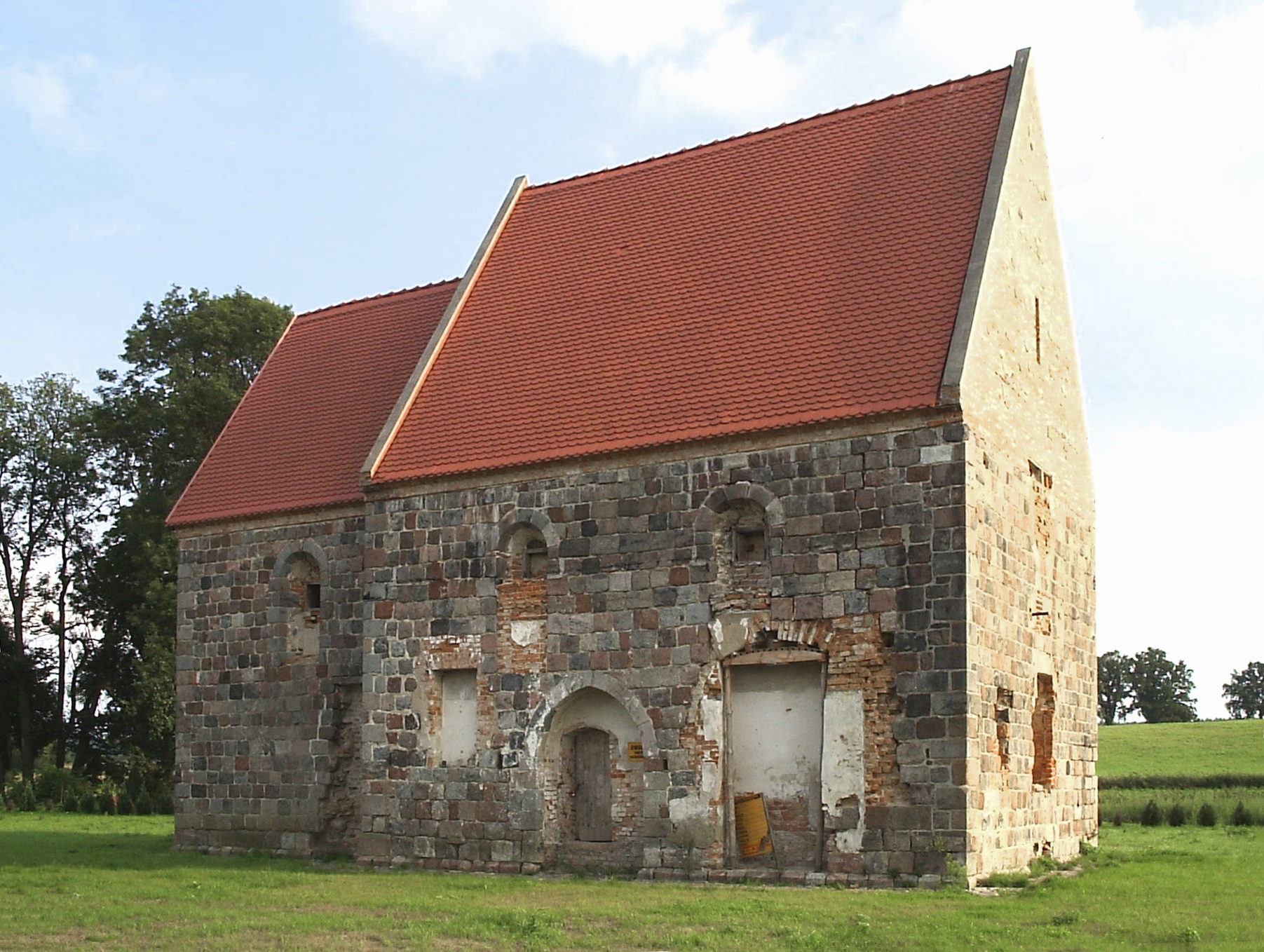
Kaplica w Rurce – część dawnej komandorii templariuszy

Templariusze w Polsce – działalność Zakonu Ubogich Rycerzy Chrystusa i Świątyni Salomona na obszarze współczesnej Polski.

## Początki zakonu na ziemiach polskich
Templariusze zostali sprowadzeni do Polski w latach dwudziestych XIII wieku, w dobie rozprzestrzeniania się idei krzyżowych w Europie Środkowej. Pierwsze nadania otrzymali w Wielkopolsce i na Śląsku od książąt piastowskich, Władysława Odonica i Henryka I Brodatego. Pochodzili z placówek niemieckich położonych na terenie Cesarstwa Rzymskiego.
Jan Długosz zanotował, że templariuszy sprowadził na ziemie polskie książę sandomierski Henryk w 1154 roku: „Książę sandomierski Henryk ruszywszy z wojskiem na pomoc Ziemi Świętej, spędził tam rok, ale potem powrócił… kiedy Królestwo Polskie zażywało miłego i całkowitego spokoju, dobrawszy sobie rycerzy z ochotników przeprawił się do Ziemi Świętej z oddziałem doborowego wojska, powierzywszy swoje ziemie: sandomierską i lubelską, pod zarząd i opiekę księcia i monarchy Bolesława. Na wyjezdnym zaś funduje kościół parafialny w swojej wsi Zagość, położonej nad Nidą, ku czci św. Jana Chrzciciela i wyposażywszy go hojnie, powierza go zarządowi krzyżowców szpitalników, których nazywano też templariuszami”. Jednak kronikarz popełnił błąd, ponieważ w rzeczywistości władca sprowadził do Zagości nie templariuszy, lecz joannitów.

## Struktury zakonu templariuszy na ziemiach polskich
Templariusze byli obecni na ziemiach piastowskich od lat dwudziestych XIII wieku do drugiej dekady XIV wieku. W tym czasie utworzyli domy zakonne w: Oleśnicy Małej, Leśnicy, Chwarszczanach, Wielkiej Wsi, Drohiczynie, Łukowie, Sulęcinie, Wałczu, Czaplinku i być może Opatowie. Przez kilka lat posiadali także hospicjum w Gnieźnie. We władztwie książąt pomorskich, na Pomorzu Zachodnim, posiadali siedziby w Rurce i Myśliborzu. Templariuszom z ww. ośrodków podlegało łącznie ok. 60 miejscowości i tysiące łanów ziemi.
Dzięki wsparciu możnowładców i dobrej organizacji domy zakonne rozwijały się. Niektóre (Oleśnica Mała, Leśnica, Chwarszczany, Wielka Wieś, Wałcz, Czaplinek, Rurka, Myślibórz) stały się siedzibami lokalnych mistrzów, tzw. komandorów, a tym samym centrami podstawowych jednostek administracyjnych, czyli komandorii.

## Siła legendy
W literaturze popularnej i popularnonaukowej oraz w Internecie można znaleźć informacje o wielu miejscach związanych z zakonem Świątyni, w których jednak templariuszy nigdy nie było. Wśród nich są: Obrowiec, Rogów Opolski, Krapkowice, Otmęt czy Prudnik. Zainteresowanie templariuszami od lat utrzymuje się na wysokim poziomie i przekłada się na powoływanie do życia lokalnych legend. Najlepszym przykładem tego zjawiska jest Bolków, gdzie w 2020 roku powstało słuchowisko „Skarb templariuszy”, a rok później stworzono interaktywny mural, którego jednym z bohaterów jest rycerz-templariusz.

## Dobroczyńcy zakonu
Templariuszy najbardziej wspierali książę wielkopolski Władysław Odonic i książę śląski Henryk I Brodaty. Na tego drugiego duży wpływ miała żona, Jadwiga, której krewni byli członkami zakonu Świątyni. W gronie dobroczyńców templariuszy znajdowali się także książę pomorski Barnim I, który ofiarował zakonnikom m.in. ziemię bańską czy książę wielkopolski Przemysł II, który przekazał im ziemie nad Drawą i jeziorem Drawsko. Braci wspierali ponadto biskupi poznańscy, wrocławscy, kamieńscy i lubuscy. Pomagając templariuszom, spełniano obowiązki wobec Boga i Kościoła oraz liczono na rozwój słabo zaludnionych ziem.

## Likwidacja zakonu templariuszy
13 października 1307 roku Filip IV Piękny zaatakował templariuszy na terenie Francji. Oskarżył ich o herezję, świętokradztwo, sodomię i inne rzeczy niegodne chrześcijan. Zwierzchnik zakonu, papież Klemens V, nie był w stanie przeciwstawić się władcy. Zarządził przeprowadzenie śledztw we wszystkich diecezjach. Nie wiadomo, czy były one prowadzone na ziemiach polskich. Templariusze zostali oczyszczeni z zarzutu o herezję, ale funkcjonowanie ich zgromadzenia było już niemożliwe. Papież zlikwidował je na soborze w Vienne bullą Vox in excelso, w kwietniu 1312 roku. Miesiąc później zdecydowano o przekazaniu majątku templariuszy zakonowi joannitów. Proces jego przejmowania przez nowych właścicieli trwał na ziemiach piastowskich i pomorskich kilkadziesiąt lat.